# Aetanthus subandinus
Aetanthus subandinus là một loài thực vật có hoa trong họ Loranthaceae. Loài này được Ule mô tả khoa học đầu tiên năm 1907.